# Championnats du monde de biathlon 1989
Navigation
Chamonix 1988 Minsk, Oslo et Kontiolahti 1990
Les Championnats du monde de biathlon 1989 se sont tenus du 7 au 12 février 1989 à Feistritz (Autriche). Ce sont les premiers championnats du monde, où les femmes concourent au même lieu que les hommes. Cette édition voit l'introduction d'une nouvelle discipline la course par équipes, qui reste au programme jusqu'en 1998. Les biathlètes y doivent rester ensemble jusqu'à l'arrivée et attendre leurs coéquipiers qui tournent autour de l'anneau de pénalité. Les distances des épreuves féminines changent aussi : l'individuel se court sur une distance de 15 kilomètres contre 10 auparavant et le sprint 7,5 kilomètres contre 5 kilomètres.

## Les résultats

### Hommes
| Épreuve                       | Or                                                                               | Argent                                                                            | Bronze                                                                       |
| 11 février : Sprint 10 km     | Frank Luck                                                                       | Eirik Kvalfoss                                                                    | Yuri Kachkarov                                                               |
| 7 février : 20 km individuel  | Eirik Kvalfoss                                                                   | Gisle Fenne                                                                       | Fritz Fischer                                                                |
| 12 février : Relais 4×7,5 km  | Allemagne de l'Est Frank Luck André Sehmisch Birk Anders Frank-Peter Roetsch     | Union soviétique Yuri Kachkarov Sergei Tchepikov Alexander Popov Sergei Buligine  | Norvège Geir Einang Sylfest Glimsdal Gisle Fenne Eirik Kvalfoss              |
| 9 février : 20 km par équipes | Union soviétique Yuri Kachkarov Sergei Buligine Alexander Popov Sergei Tchepikov | Allemagne de l'Ouest Franz Wudy Herbert Fritzenwenger Georg Fischer Fritz Fischer | Allemagne de l'Est Andreas Heymann André Sehmisch Raik Dittrich Steffen Hoos |

### Femmes
| Épreuve                       | Or                                                                                         | Argent                                                                | Bronze                                                                        |
| 11 février : Sprint 7,5 km    | Anne Elvebakk                                                                              | Zvetana Krasteva                                                      | Natalia Prikostshikova                                                        |
| 7 février : 15 km individuel  | Petra Schaaf                                                                               | Anne Elvebakk                                                         | Svetlana Davidova                                                             |
| 12 février : Relais 3 × 5 km  | Union soviétique Natalia Prikostshikova Svetlana Davidova Elena Golovina                   | Bulgarie Zvetana Krasteva Maria Manolova Nadezhda Aleksieva           | Tchécoslovaquie Eva Buresová Renata Novotná Jiřina Adamičková                 |
| 9 février : 15 km par équipes | Union soviétique Natalia Prikostshikova Svetlana Davidova Luisa Zherepenova Elena Golovina | Norvège Synnøve Thoresen Elin Kristiansen Anne Elvebakk Mona Bollerud | Allemagne de l'Ouest Inga Kesper Daniela Hörburger Dorina Pieper Petra Schaaf |

## Le tableau des médailles
| Médailles | Pays                 | Or | Argent | Bronze | Ensemble |
| --------- | -------------------- | -- | ------ | ------ | -------- |
| 1         | Union soviétique     | 3  | 1      | 3      | 7        |
| 2         | Norvège              | 2  | 4      | 1      | 7        |
| 3         | Allemagne de l'Est   | 2  | 0      | 1      | 3        |
| 4         | Allemagne de l'Ouest | 1  | 1      | 2      | 4        |
| 5         | Bulgarie             | 0  | 2      | 0      | 2        |
| 6         | Tchécoslovaquie      | 0  | 0      | 1      | 1        |